# Judith (film 1966)
Judith è un film drammatico, di co-produzione britannica, statunitense ed israeliana, del 1966, diretto da Daniel Mann. Il film è in parte basato sulla storia vera di Lawrence Durrell.

## Trama

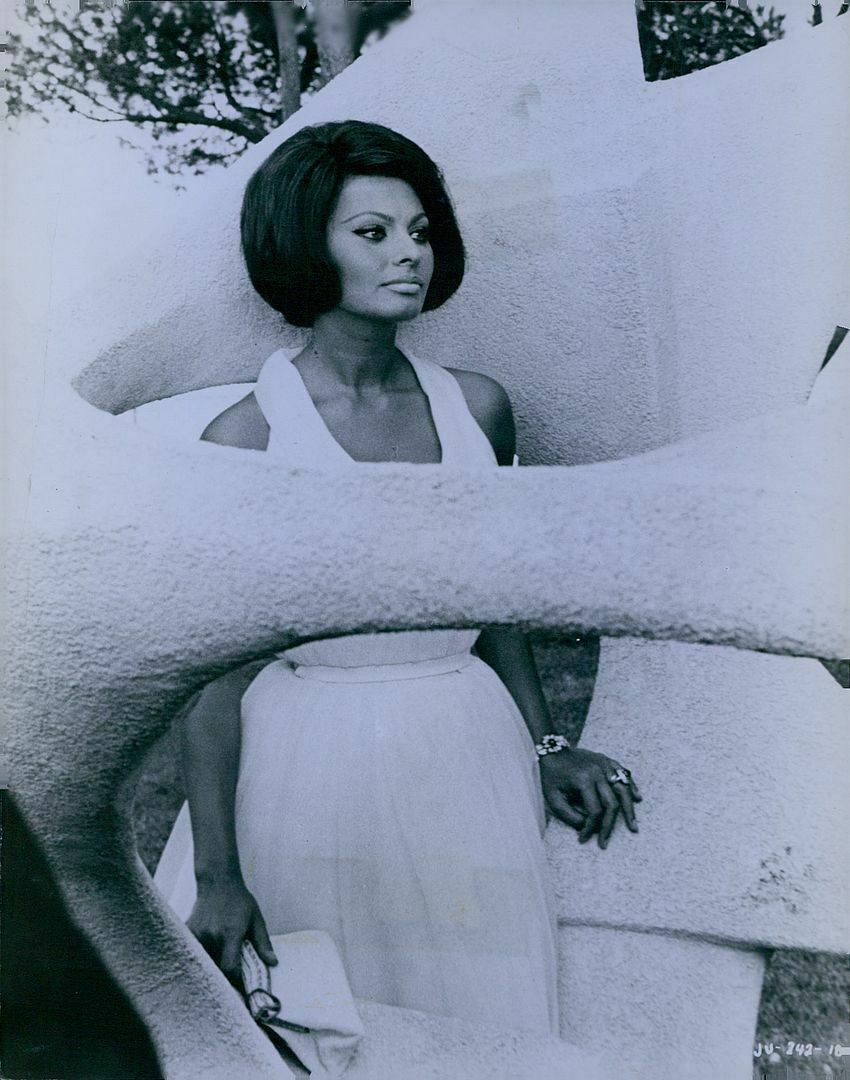
Sophia Loren in una foto di scena sul set del film

In Palestina, nel 1947, poco prima della fine del mandato britannico, l'Haganah ha appreso che un ex comandante tedesco di carri armati, il generale Gustav Schiller, sta insegnando agli arabi le tattiche di battaglia, ma non sono in grado di localizzarlo.
Poi vengono a sapere dell'esistenza della sua ex moglie, Judith Auerbach, e fanno in modo che venga introdotta clandestinamente in Palestina attraverso il porto di Haifa. Viene affidata alle cure di Aaron Stein, un comandante dell'Haganah, in un kibbutz. Schiller aveva abbandonato la moglie durante la guerra e le aveva portato via il figlio. Judith fu quindi mandata al campo di concentramento di Dachau, dove fu costretta a prestare servizio in un bordello degli ufficiali, ma sopravvisse.
Judith non ama i rigori della vita nel kibbutz e non è in grado di dire nulla ai leader del kibbutz su Schiller, ma Stein spera che possa almeno identificarlo. Lui suggerisce di chiedere al comandante dell'esercito locale, il maggiore Lawton, di aiutarla. Judith si reca ad Haifa per vederlo e lo supplica di consegnare il fascicolo su Schiller, cosa che alla fine fa. Si scopre che Schiller è stato visto per l'ultima volta a Damasco, in Siria. Judith, Stein e un collega vengono introdotti di nascosto a Damasco e, dopo giorni di ricerche, trovano Schiller. Mentre stanno per catturarlo, Judith gli spara e lo ferisce. Schiller viene riportato di nascosto in Palestina e interrogato, ma si rifiuta di fornire qualsiasi informazione. Rimasto solo con Judith, chiede pietà. Ma quando il kibbutz viene attaccato dalle forze arabe, alla fine rivela i piani di battaglia e dice anche a Judith che sa dove si trova il loro figlio, Karl.
La stanza in cui è rinchiuso viene presto bombardata e Schiller viene ucciso. Aaron promette allora che aiuterà Judith a trovare suo figlio.

## Colonna sonora
La colonna sonora del film fu composta dal direttore d'orchestra Sol Kaplan.

## Distribuzione
Il film ebbe la sua prima proiezione il 20 gennaio 1966 al Radio City Music Hall. In Italia ottenne il visto di censura n. 46.418 del 29 gennaio 1966, per una banale lunghezza della pellicola di 2.889 metri.

## Accoglienza

### Critica
Sul sito web Rotten Tomatoes, il film riceve il 20% delle recensioni professionali positive, con un voto medio di 4.5/10, basato su 5 recensioni.
Il critico del New York Times, Bosley Crowther, sdegnando il progetto, scrisse che il film "si presenta come assai deludente, più lurido e rumoroso che brillante, più finzione che un'illusione", elogiando tuttavia la recitazione di Sophia Loren: "Sta prestando il suo nome e la sua presenza a un film di routine che, senza di lei, non otterrebbe molta più attenzione".